# Liste der Naturschutzgebiete im Ilm-Kreis
Im Thüringer Ilm-Kreis gibt es 12 Naturschutzgebiete (Stand: 2018-03).
| Name des Gebietes                        | Bild           | Kennung | WDPA      | Landkreis / Stadt                        | Beschreibung / Bemerkungen | Standort | Fläche in Hektar | Datum der Verordnung |
| ---------------------------------------- | -------------- | ------- | --------- | ---------------------------------------- | -------------------------- | -------- | ---------------- | -------------------- |
| Gottesholz                               | weitere Bilder | 055     | 163293    | Ilm-Kreis                                |                            | Position | 58,1             | 1961                 |
| Große Luppe                              |                | 057     | 163344    | Ilm-Kreis                                |                            | Position | 30,4             | 1961                 |
| Hain                                     |                | 056     | 14490     | Ilm-Kreis                                |                            | Position | 101,9            | 1961                 |
| Hohes Kreuz                              |                | 058     | 163751    | Ilm-Kreis                                |                            | Position | 10,5             | 1961                 |
| Ilmenauer Teiche                         | weitere Bilder | 339     | 318586    | Ilm-Kreis                                |                            | Position | 58               | 2002                 |
| Jonastal                                 | weitere Bilder | 391     | 555560775 | Landkreis Gotha, Ilm-Kreis               |                            | Position | 714,1            | 2013                 |
| Pennewitzer Teiche – Unteres Wohlrosetal | weitere Bilder | 337     | 329571    | Ilm-Kreis, Landkreis Saalfeld-Rudolstadt |                            | Position | 424,6            | 2004                 |
| Tännreisig                               |                | 078     | 165832    | Ilm-Kreis                                |                            | Position | 34,9             | 1997                 |
| Veronikaberg                             |                | 111     | 166053    | Ilm-Kreis                                |                            | Position | 116,1            | 1961                 |
| Wachsenburg                              | weitere Bilder | 054     | 166120    | Ilm-Kreis                                |                            | Position | 80,5             | 1961                 |
| Willinger Berg                           |                | 059     | 166321    | Ilm-Kreis                                |                            | Position | 83,8             | 1961                 |
| Ziegenried                               |                | 077     | 319367    | Ilm-Kreis                                |                            | Position | 152,2            | 1999                 |